# Lista de vereadores de Seropédica
Esta é a lista de vereadores de Seropédica, município brasileiro do estado do Rio de Janeiro.
A Câmara Municipal de Seropédica é formada por dez representantes.

## Legislatura de 2021–2024
Estes são os vereadores eleitos nas eleições de 15 de novembro de 2020, pelo período de 1° de janeiro de 2021 a 31 de dezembro de 2024:
| Mesa Diretora (2021-2022)               |                       |                        |                           |
| Nome                                    | Início do mandato     | Fim do mandato         | Cargo                     |
| Hugo Pereira do Canto Junior (PATRIOTA) | 1º de janeiro de 2021 | 31 de dezembro de 2022 | Presidente da Câmara      |
| Sidnei Coutinho Perrut (PSC)            | 1º de janeiro de 2021 | 31 de dezembro de 2022 | Vice-presidente da Câmara |
| Maximiliano Oliveira de Souza (PSC)     | 1º de janeiro de 2021 | 31 de dezembro de 2022 | 1º Secretário             |
| Bruno de Almeida Santos (PDT)           | 1º de janeiro de 2021 | 31 de dezembro de 2022 | 2º Secretário             |

|    | Nome                                                                                                  | Partido                               | Votos | %    | Observações                                           |
| -- | --- | ------------------------------------- | ----- | ---- | ----------------------------------------------------- |
| 1  | Maximiliano Oliveira de Souza, Max Goulart (Rio de Janeiro, 11.10.1973–)                              | Partido Social Cristão (PSC)          | 1.477 | 3,60 | 1º mandato                                            |
| 2  | Sizenando Fernandes Paixão, Nando Paixão (Rio de Janeiro, 07.01.1966–)                                | AVANTE                                | 1.426 | 3,47 | 1º mandato                                            |
| 3  | Wattyla Felypeck Gabriel Vicente, Wattyla Cebolinha (Rio de Janeiro, 07.12.1983–)                     | Partido Trabalhista Brasileiro (PTB)  | 1.029 | 2,51 | 1º mandato                                            |
| 4  | Sidnei Coutinho Perrut, Neizinho (Itaguaí, 28.11.1972–)                                               | Partido Social Cristão (PSC)          | 1.020 | 2,48 | 1º mandato                                            |
| 5  | Hugo Pereira do Canto Junior, Huguinho (2021-2022) (Rio de Janeiro, 28.05.1972–)                      | Patriota (PATRIOTA)                   | 1.007 | 2,45 | 2º mandato                                            |
| 6  | Fernando Gomes Leite, Fernando Bananeiro (Itaguaí, 14.06.1964–)                                       | Patriota (PODE)                       | 976   | 2,38 | 1º mandato                                            |
| 7  | Bruno de Almeida Santos, Bruno do Depósito (Rio de Janeiro, 25.04.1986–)                              | Partido Democrático Trabalhista (PDT) | 892   | 2,17 | 2º mandato                                            |
| 8  | Professor Marcos Lomeu de Miranda (Seropédica, 31.03.1977–)                                           | Solidariedade (SD)                    | 861   | 2,10 | 1º mandato                                            |
| 9  | Luciana Alves Silva das Chagas Vianna (Rio de Janeiro, 01.05.1972–)                                   | Democratas (DEM)                      | 598   | 1,46 | 1º mandato                                            |
| 10 | Wagner Vinícius de Oliveira, Waguinho do Emiliano (Rio de Janeiro, 17.09.1982–Seropédica, 03.12.2020) | REPUBLICANOS                          | 579   | 1,41 | 2º mandato Falecido antes de assumir o mandato        |
| –  | Rosimar Alves da Silva Moreira, Rose Alves (Itaguaí, 27.10.1973–)                                     | REPUBLICANOS                          | 407   | 0,99 | 1º mandato Assumiu em 01.01.2021 no lugar de Waguinho |

## Legislatura de 2017–2020
Estes são os vereadores eleitos nas eleições de 2 de outubro de 2016, pelo período de 1° de janeiro de 2017 a 31 de dezembro de 2020:
|    | Nome                                                                                             | Partido                                | Votos | %    | Observações |
| -- | ------------------------------------------------------------------------------------------------ | -------------------------------------- | ----- | ---- | ----------- |
| 1  | Rogério da Silva Leite, Morcego (Paracambi, 20.01.1979–)                                         | Partido Republicano Brasileiro (PRB)   | 1.605 | 3,97 | 1º mandato  |
| 2  | Wagner Vinicius de Oliveira, Waguinho do Emiliano (Paracambi, 17.09.1982–Seropédica, 03.12.2020) | Partido Republicano Brasileiro (PRB)   | 1.548 | 3,83 | 1º mandato  |
| 3  | Hugo Pereira do Canto Junior, Huguinho (Rio de Janeiro, 28.05.1972–)                             | Partido Republicano Progressista (PRP) | 1.384 | 3,43 | 1º mandato  |
| 4  | Professor Lucas Dutra dos Santos (Rio de Janeiro, 20.09.1981–)                                   | Rede Sustentabilidade (REDE)           | 1.348 | 3,34 | 1º mandato  |
| 5  | Aguinaldo Luís Pereira (Petrópolis, 26.10.1971–)                                                 | Solidariedade (SD)                     | 1.219 | 3,02 | 1º mandato  |
| 6  | Anderson de Moura Medeiros, Anderson do Gás (Rio de Janeiro, 18.07.1978–)                        | Democratas (DEM)                       | 1.145 | 2,83 | 1º mandato  |
| 7  | José Celso da Costa, Dedé Bananeiro (2017-2020) (Caicó, 15.04.1947–)                             | Partido Trabalhista Brasileiro (PTB)   | 1.070 | 2,65 | 1º mandato  |
| 8  | Professor Ivan Paulo Biano da Silva (Rio de Janeiro, 25.10.1973–)                                | Rede Sustentabilidade (REDE)           | 932   | 2,31 | 1º mandato  |
| 9  | Sizenando Fernandes Paixão, Nando Paixão (Rio de Janeiro, 07.01.1966–)                           | Partido Republicano Progressista (PRP) | 804   | 1,99 | 1º mandato  |
| 10 | Bruno de Almeida Santos, Bruno do Depósito (Paracambi, 25.04.1986–)                              | Partido Democrático Trabalhista (PDT)  | 617   | 1,53 | 1º mandato  |

## Legenda
| Cor  | Significado          |
| Bege | Presidente da Câmara |
| Azul | Suplente             |